# Óscar Hahn

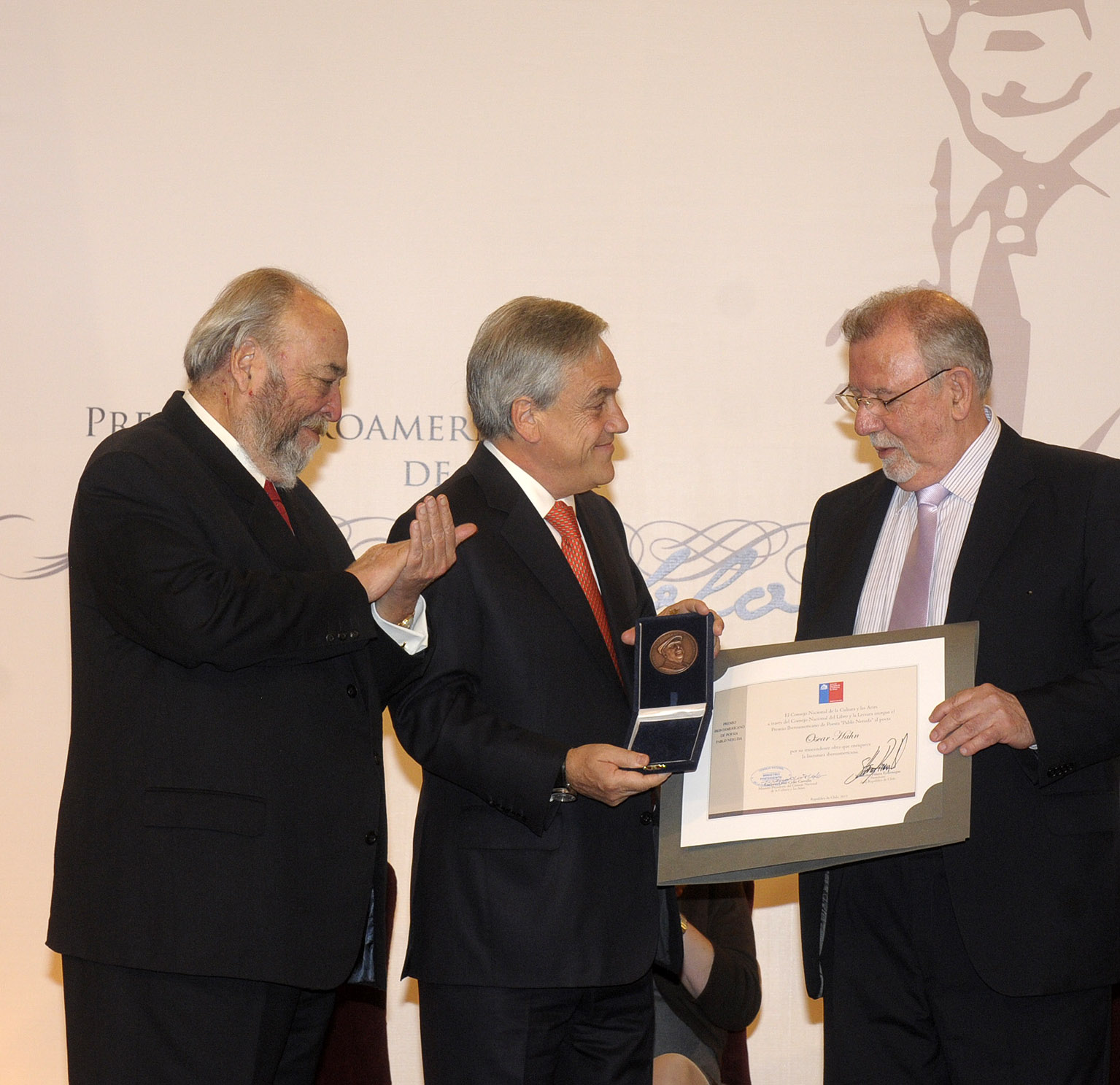
Oscar Hahn riceve nel 2011 il premio iberoamericano "Pablo Neruda" per la poesia da Sebastián Piñera

Óscar Arturo Hahn Garcés (Iquique, 5 luglio 1938) è un poeta, saggista e critico letterario cileno.

## Biografia
Rimane orfano di padre a soli 5 anni e, a 16 anni, nel 1954 si trasferisce con la famiglia a Racangua dove entra in contatto con il gruppo letterario dei "Poeti inutili" (Poetas Inútiles) con il quale muove i suoi primi passi nel mondo della poesia. 
Nel 1959 ottiene il "Premio Poesia" della Federazione Studentesca e l'anno successivo il premio Alerce de la Sociedad de Escritores del Cile per la sua prima raccolta poetica, Esa Rosa Negra. La sua seconda raccolta, Agua Final gli varrà il  premio Único del Primer Certamen Zonal de Poesía Nortina de la Universidad de Cile.
Si laurea all'Università del Cile in Pedagogia e Letteratura e dopo un master negli USA all'Università dell'Iowa torna in Cile, dove inizia la carriera di docente all'Università del Cile.
Nel 1973, alla vigilia del golpe militare di Pinochet, viene arrestato e costretto dalle autorità militari a rinunciare al suo incarico di docente universitario. L'anno successivo lascia il paese ormai schiacciato dalla dittatura e si trasferisce negli Stati Uniti. Qui si stabilisce all'Università dal Maryland dove insegna Letteratura Ispano-americana e segue un dottorato di ricerca che nel 1977 gli conferisce il titolo di Dottore in Filosofia. Nello stesso anno esce a Buenos Aires la raccolta Arte de morir e diventa docente di Letteratura Ispano-americana all'Università dell'Iowa, dove insegna tuttora.
Mal de Amor, pubblicato a Santiago del Cile nel 1981 fu l'unico libro di poesia che fu vietato dai militari dopo essere già stato pubblicato e distribuito.
Nel 2012 esce in Italia Trattato di Sortilegi, antologia, Rayuela Edizioni, Milano - Traduzione di Milton Fernàndez
Nel 2015 esce Tutte le cose scivolano, Raffaelli Editore, Rimini - Traduzione di Gianni Darconza, che riunisce i due libri Apparizioni profane (2002, Premio Altazor di Poesia 2003) e In un aprire e chiudere d'occhi (2006, Premio Casa de América per la Poesia 2006).
Nel 2016 esce Scintillii in uno specchio rotto, Raffaelli Editore, Rimini - Traduzione di Gianni Darconza, che riunisce due opere recenti del poeta cileno, La prima oscurità (2011, Premio Altazor di Poesia 2012) e Gli specchi comunicanti (2015).

## Opere (parziale)

### Poesia
- Esta rosa negra, 1961.
- Suma poética, 1965.
- Agua final, 1967.
- Arte de morir, 1977.
- Mal de amor, 1981.
- Imágenes nucleares, 1983.
- Flor de enamorados, 1987.
- Estrellas fijas en un cielo blanco, 1989.
- Tratado de sortilegios, 1992.
- Versos robados, 1995.
- Antología virtual, 1996.
- Poemas de amor, 2001.
- Apariciones profanas, 2002.
- Obras selectas, 2003.
- Sin cuenta poemas, 2005.
- Obra poética, 2006.
- En un abrir y cerrar de ojos, 2006.
- Archivo expiatorio, 2007.
- La primera oscuridad, 2011.
- Los espejos comunicantes, 2015.

### Saggi
- El cuento fantástico hispanoamericano en el siglo XIX, 1978.
- Texto sobre texto, 1984.
- Vicente Huidobro o el atentado celeste, 1998.
- Fundadores del cuento fantástico hispanoamericano, 1998.
- Magias de la escritura, 2001.

## Premi e riconoscimenti
- 2012 - Premio Nazionale di Letteratura del Cile alla carriera[1]